# Mưa đá Sydney 1999
Trận mưa đá Sydney 1999 là thiên tai tốn nhiều tiền bảo hiểm nhất trong lịch sử kinh tế Úc, gây thiệt hại lớn dọc theo bờ biển phía đông của New South Wales. Cơn bão phát triển ở phía nam của Sydney vào chiều ngày 14 tháng 4 năm 1999 và tấn công vùng ngoại ô phía đông của thành phố, bao gồm trung tâm thương mại, vào tối hôm đó.
Cơn bão mưa đá này đã làm rơi khoảng 500.000 tấn hạt mưa đá lớn trên đường nó đổ bộ. Thiệt hại về kinh tế vì trận mưa đá này là hơn 1,7 tỷ đô la, với tổng tổng thiệt hại (bao gồm cả thiệt hại về kinh tế) ước tính là khoảng 2,3 tỷ đô la. Đây là thiên tai gây thiệt hại nhất trong lịch sử Úc về kinh tế, vượt 1,1 tỷ đô la Australia trong thiệt hại về kinh tế từ trận động đất tại Newcastle năm 1989. Sét cũng làm chết 1 người trong cơn bão mưa đá, và nó làm khoảng 50 người bị thương.
Cơn mưa này đã được phân loại là một siêu thiên tai, đã được phân tích sâu hơn bản chất thất thường của nó và các thuộc tính cực đoan. Trong sự kiện này, Cục Khí tượng Úc (Bureau of Meteorology) đã liên tục ngạc nhiên bởi sự thay đổi thường xuyên trong chỉ đạo, cũng như mức độ nghiêm trọng của mưa đá và thời gian của trận mưa. Sự kiện này là một sự kiện đặc biệt trong năm và điều kiện chung trong khu vực không được coi là có lợi cho sự hình thành của cơn mưa.